# الکساندر بلیشچیک
الکساندر بلیشچیک (انگلیسی: Oleksandr Blyshchyk؛ زادهٔ ۴ ژانویهٔ ۱۹۶۶) ورزشکار وزنه‌برداری اهل اتحاد جماهیر شوروی سوسیالیستی است.
وی در مسابقات کشوری و بین‌المللی در مجموع برندهٔ ۱ مدال نقره شده‌است.